# Серхі Паленсія
Серхі Паленсія Уртадо (ісп. Sergi Palencia Hurtado, 23 березня 1996, Бадалона) — іспанський футболіст, що грає на позиції правого захисника за французький «Сент-Етьєн».
Виступав за молодіжну збірну Іспанії.

## Клубна кар'єра
Народився в Бадалоні. Паленсія почав грати в футбол в рідному клубі «Бадалона» у віці 8 років, перейшовши 2006 року в молодіжну команду «Барселони».
29 березня 2015 року став гравцем резервної команди, дебютувавши в матчі Сегунди проти «Тенерифе» (1:1), і таким чином зіграв свій перший матч як професійний гравець. 10 серпня 2016 року Паленсія був названий капітаном другої команди.
Не потрапляючи до основного складу каталонського клубу, в сезоні 2018/19 перейшов в оренду до французького «Бордо». У складі клубу дебютував у найвищому дивізіоні та Лізі Європи. Став основним правим захисником клубу, зігравши 25 матчів у чемпіонаті.
5 липня 2019 перейшов на постійній основі в інший французький клуб — «Сент-Етьєн». Вартість трансфера склала 2 мільйони євро.
2020 був орендований іспанським «Леганесом».

## Титули і досягнення
- Переможець Юнацької ліги УЄФА: 2013-14